# Víctor Navarro
Víctor Navarro (c. 1996) es un periodista, activista de derechos humanos y ex-preso político venezolano. Actualmente dirige la organización no gubernamental Voces de la Memoria y ha desarrollado una experiencia de realidad virtual sobre las violaciones de los derechos humanos que sufren los presos políticos venezolanos.

## Biografía
Navarro había trabajado como periodista en Caracas mientras completaba su tesis universitaria. Debido a sus escritos críticos con el gobierno de Maduro, fue detenido en su casa arbitrariamente en la madrugada del 24 de enero de 2018 a los 22 años y recluido en El Helicoide sin una orden de detención, un centro de tortura en Venezuela. Sufrió maltrato físico y psicológico durante su reclusión, pero logró su liberación cuando, bajo coacción, firmó un escrito que Maduro era el presidente legítimo de Venezuela el 2 de junio de 2018. Después huyó a Argentina, donde ahora vive exiliado.
Es director ejecutivo de Voces de la Memoria, una ONG dedicada a integrar la tecnología en el activismo por los derechos humanos. Recientemente, Voces de la Memoria ha desarrollado "Helicoide", una experiencia de realidad virtual que recrea la tortuosa experiencia de los presos políticos en El Helicoide.